# Кольпорафия
Кольпорафи́я (от др.-греч. κόλπος — «лоно» и ῥαφή — «шов; сшивание») — разновидность вагинопластики, гинекологическая операция, проводимая с целью восстановления дефекта стенки влагалища. При данной хирургической операции производится удаление избыточной ткани из стенки влагалища и сшивание находящейся под ней фасции.
Данная операция проводится как при цистоцеле, так и при ректоцеле. Выделятся передняя, срединная и задняя кольпорафия. Передняя кольпорафия обычно включает сшивание фасции над мочевым пузырём, а задняя — пластику мышц тазового дна. Срединная кольпорафия применяется в старческом возрасте при полном выпадении матки и рецидиве выпадения влагалища после влагалищной гистерэктомии, при этом противопоказанием к операции является наличие заболеваний шейки матки и влагалища. После проведения срединной кольпорафии исключается возможность половых актов.